# Островной водяной печник
Островной водяной печник (лат. Cinclodes antarcticus) — певчая птица семейства печниковых. Обитает на Фолклендских островах и в южной части архипелага Огненная Земля.

## Описание
Длина тела составляет от 18 до 23 см. Хвост длиной 8,3 см, клюв — 1,9 см. Половой диморфизм не выражен. Окраска оперения тёмно-бурого цвета, за исключением чуть более светлого горла, с тусклым рыжеватым оттенком у основания маховых перьев.

## Питание
Питание состоит из беспозвоночных, найденных в прибитых к берегу морских водорослях, а также из остатков пищи ушастых тюленей и морских птиц.

## Размножение
Период размножения продолжается с октября по декабрь. Гнездятся в туннелях в земляных насыпях или в расщелинах скал, а также в заброшенных норах морских птиц и под зданиями. Гнёзда выстилаются травой и перьями. В кладке от одного до трёх яиц. Насиживание продолжается 2 недели. Птенцы оперяются через 25 дней.

## Подвиды
Выделяют два подвида:
- Cinclodes antarcticus antarcticus (Garnot, 1826) — Фолклендские острова
- Cinclodes antarcticus maculirostris Dabbene, 1917 — острова Огненная Земля